# Blake's 7
Blake's 7 är en brittisk TV-serie (Science fiction) producerad av BBC, där den premiärsändes mellan 2 januari 1978 och 21 december 1981.

## Avsnitt

### Serie 1
1. The Way Back
2. Space Fall
3. Cygnus Alpha
4. Time Squad
5. The Web
6. Seek-Locate-Destroy
7. Mission to Destiny
8. Duel
9. Project Avalon
10. Breakdown
11. Bounty
12. Deliverance
13. Orac

### Serie 2
1. Redemption
2. Shadow
3. Weapon
4. Horizon
5. Pressure Point
6. Trial
7. Killer
8. Hostage
9. Countdown
10. Voice from the Past
11. Gambit
12. The Keeper
13. Star One

### Serie 3
1. Aftermath
2. Powerplay
3. Volcano
4. Dawn of the Gods
5. The Harvest of Kairos
6. City at the Edge of the World
7. Children of Auron
8. Rumours of Death
9. Sarcophagus
10. Ultraworld
11. Moloch
12. Death-Watch
13. Terminal

### Serie 4
1. Rescue
2. Power
3. Traitor
4. Stardrive
5. Animals
6. Headhunter
7. Assassin
8. Games
9. Sand
10. Gold
11. Orbit
12. Warlord
13. Blake